# Sandra Brucet Balmaña
Sandra Brucet Balmaña (Cassà de la Selva, 1976) és una biòloga catalana, doctora en biologia, especialista en ecologia aquàtica i professora d'investigació ICREA de la Universitat de Vic-Universitat Central de Catalunta (UVic-UCC). Coordina el Grup d'Ecologia Aquàtica dins del Departament de Biociències de la UVic. Les seves investigacions se centren en l'estudi dels ecosistemes aquàtics continentals i en les conseqüències que tenen les activitats humanes sobre les zones humides.

## Trajectòria acadèmica
Va realitzar diverses estades post-doctorals a l'estranger, entre elles una estada Marie Curie a la Universitat d'Aarhus (Dinamarca, 2013). El projecte que va desenvolupar-hi li va permetre consolidar-se com una investigadora de referència en l'estudi dels ecosistemes aquàtics continentals i en les conseqüències que tenen les activitats humanes sobre els llacs i zones humides.
També va treballar al Joint Research Centre (JRC), de la Comissió Europea a Itàlia, on donava suport científic a les directives europees relacionades amb del medi ambient i els recursos naturals.
Va ser una de les autores de l'informe sobre Europa i Àsia central de la Plataforma Intergovernamental de la Biodiversitat i Serveis Ecosistèmics (IPBES), i en concret del capítol sobre l'estat passat, present i futur de la biodiversitat en aquest territori. El seu treball i aportacions sobre la biodiversitat en els sistemes aquàtics continentals aporta com a conclusions que és preocupant l'alteració i desaparició de zones humides a la regió mediterrània com a conseqüència de l'agricultura intensiva, l'extracció d'aigua, la urbanització i el canvi climàtic.
El 2015 va ser la primera doctora que va aconseguir un contracte ICREA (Institució Catalana de Recerca Avançada) per realitzar investigació i recerca al campus de la Universitat de Vic-Universitat Central de Catalunya.

## Premis i reconeixements
- Millor publicació, EU WISER (2012)[5]
- Millor jove investigadora científica, Institute for Environment and Sustainability, European Commission (2010)
- Medalla Naumann-Thienemann per la recerca destacada en limnologia com a membre de l'equip de recerca del professor Erik Jeppensen (2010)